# Disastro dell'ARA San Juan
Il disastro dell'ARA San Juan consiste nella scomparsa in mare del sottomarino argentino ARA San Juan (distintivo ottico S-42), avvenuta il 15 novembre 2017, data in cui si sono perse le sue tracce nel Golfo San Jorge, a circa 233 miglia nautiche (432 km) dalla costa argentina.
Il sottomarino, facente parte della classe TR-1700 dell'Armada de la República Argentina (prefisso navale: ARA), aveva a bordo al momento della scomparsa 44 militari, tra cui la prima donna sommergibilista dell'Argentina, il teniente de navío Eliana María Krawczyk.
Il 17 novembre 2018, un anno dopo la scomparsa del sommergibile, la Marina militare argentina ne ha annunciato il ritrovamento nell'Oceano Atlantico a 907 metri di profondità.

## Sparizione

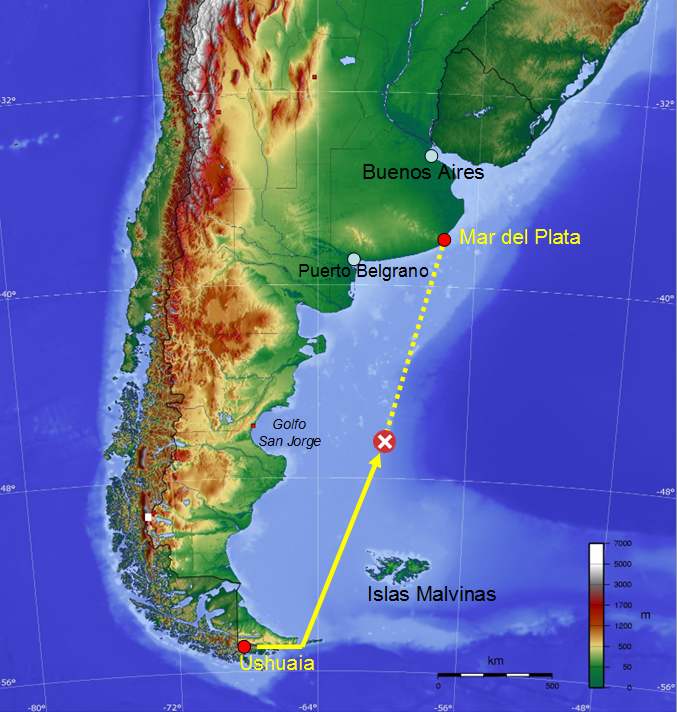
Percorso del sottomarino. Il punto con la x è il luogo dov'è avvenuto l'ultimo contatto con l'ARA San Juan

L'ARA San Juan aveva in programma una missione da Ushuaia, nel sud dell'Argentina fino a Mar del Plata. In tutto avrebbe dovuto percorrere 1.180 miglia nautiche (2.185,37 km).
Il 15 novembre 2017 alle ore 07:30 (UTC-3), a circa 432 km dal Golfo San Jorge, in Patagonia, l'ARA San Juan mandò l'ultimo messaggio che segnalava problemi alle batterie, e da quel momento si persero ufficialmente le tracce del sottomarino e del suo equipaggio.

## Ipotesi
L'ultimo messaggio rilevava un problema alle batterie del sottomarino, e vennero perciò formate varie ipotesi, tra cui la più probabile fu quella dell'esplosione (come avvenuto al sottomarino russo K-141 Kursk) o dell’implosione.
Due stazioni idroacustiche dell'Organizzazione del trattato sulla messa al bando totale degli esperimenti nucleari, la HA10 (posizionata sull'isola di Ascensione) e la HA4 (posizionata sulle isole Crozet), confermerebbero l'ipotesi poiché a 3 ore dalla scomparsa, a -46.12° di latitudine e -59.69° di longitudine, è stata avvertita una forte anomalia acustica, definita come "un rumore anomalo, singolare, corto, violento e non nucleare, paragonabile ad un'esplosione".

## Ricerche

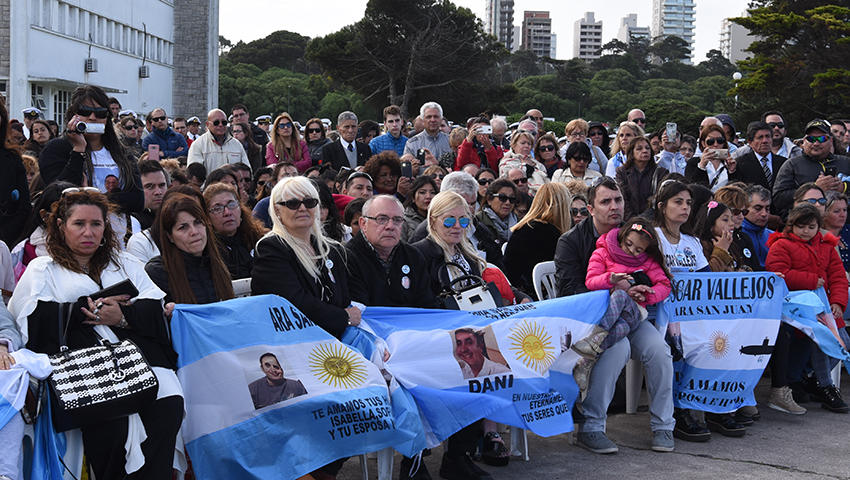
I familiari delle vittime a Mar del Plata il 15 novembre 2018

15 paesi (Argentina inclusa) e la NATO hanno iniziato le ricerche in seguito alla scomparsa del sottomarino. Le ricerche si sono intensificate fino al 22 novembre, giorno in cui sarebbe dovuta terminare la scorta di ossigeno nel sottomarino (programmata per durare 7 giorni dall'immersione).
Dopo una conferenza indetta il 23 novembre, la Marina argentina trasformò la ricerca del sottomarino in quella del relitto, perdendo le speranze di ritrovare sopravvissuti.

### Ritrovamento
Il 17 novembre 2018 la nave ricerche Seabed Constructor localizza l’ARA San Juan a 907 metri di profondità nel punto d’interesse Nº 24 (45°56′59″S 59°46′22″W), molto vicino a quello chiamato “punto dato Cabo de Hornos 1”, considerato come il luogo più probabile dal momento della scomparsa e a 20 km NNO dell’anomalia sismica precedentemente notificata dalla CTBTO.
Attraverso la propria pagina Twitter, la Marina argentina comunica il rinvenimento del relitto il giorno stesso, reso possibile grazie a un’osservazione realizzata per mezzo di ROV della compagnia statunitense Ocean Infinity. Il sito è ubicato a 550 km dalla città costiera di Comodoro Rivadavia, in fondo alla scarpata continentale

## Le vittime
|                               | Ruolo                | Nome                             | Età |
| ----------------------------- | -------------------- | -------------------------------- | --- |
| 1                             | Capitán de fragata   | Pedro Martín Fernández           | 45  |
| 2                             | Capitán de corbeta   | Jorge Ignacio Bergallo           | cc  |
| 3                             | Teniente de navío    | Fernando Vicente Villarreal      | cc  |
| 4                             | Teniente de navío    | Fernando Ariel Mendoza           | cc  |
| 5                             | Teniente de navío    | Diego Manuel Wagner              | 38  |
| 6                             | Teniente de navío    | Eliana María Krawczyk            | 35  |
| 7                             | Teniente de navío    | Víctor Andrés Maroli             | 37  |
| 8                             | Teniente de fragata  | Adrián Zunda Meoqui              | cc  |
| 9                             | Teniente de fragata  | Renzo David Martín Silva         | 32  |
| 10                            | Teniente de corbeta  | Jorge Luis Mealla                | 30  |
| 11                            | Teniente de corbeta  | Alejandro Damián Tagliapetra     | 27  |
| 12                            | Suboficial principal | Javier Alejandro Gallardo        | 47  |
| 13                            | Suboficial primero   | Alberto Cipriano Sánchez         | 46  |
| 14                            | Suboficial primero   | Walter Germán Real               | 43  |
| 15                            | Suboficial primero   | Hernán Ramón Rodríguez           | 43  |
| 16                            | Suboficial primero   | Víctor Hugo Coronel              | 39  |
| 17                            | Suboficial segundo   | Cayetano Hipólito Vargas         | 45  |
| 18                            | Suboficial segundo   | Roberto Daniel Medina            | 40  |
| 19                            | Suboficial segundo   | Celso Óscar Vallejos             | 38  |
| 20                            | Suboficial segundo   | Hugo Arnaldo Herrera             | 38  |
| 21                            | Suboficial segundo   | Víctor Marcelo Enríquez          | 39  |
| 22                            | Suboficial segundo   | Ricardo Gabriel Alfaro Rodríguez | 37  |
| 23                            | Suboficial segundo   | Daniel Adrián Fernández          | 40  |
| 24                            | Suboficial segundo   | Luis Marcelo Leiva               | 39  |
| 25                            | Cabo principal       | Jorge Ariel Monzón               | 37  |
| 26                            | Cabo principal       | Jorge Eduardo Valdez             | 33  |
| 27                            | Cabo principal       | Cristian David Ibáñez            | 36  |
| 28                            | Cabo principal       | Mario Armando Toconas            | 36  |
| 29                            | Cabo principal       | Franco Javier Espinoza           | 33  |
| 30                            | Cabo principal       | Jorge Isabelino Ortiz            | 32  |
| 31                            | Cabo principal       | Hugo Dante César Aramayo         | 33  |
| 32                            | Cabo principal       | Luis Esteban García              | 31  |
| 33                            | Cabo principal       | Sergio Antonio Cuéllar           | 35  |
| 34                            | Cabo principal       | Fernando Gabriel Santilli        | 34  |
| 35                            | Cabo principal       | Alberto Ramiro Arjona            | 33  |
| 36                            | Cabo principal       | Enrique Damián Castillo          | 35  |
| 37                            | Cabo principal       | Fabricio Alejandro Alcaraz Coria | 27  |
| 38                            | Cabo primero         | Luis Alberto Niz                 | 27  |
| 39                            | Cabo primero         | Luis Carlos Nolasco              | 30  |
| 40                            | Cabo primero         | David Adolfo Melián              | 31  |
| 41                            | Cabo primero         | Germán Óscar Suárez              | 29  |
| 42                            | Cabo primero         | Daniel Alejandro Polo            | 31  |
| 43                            | Cabo primero         | Leandro Fabián Cisneros          | 28  |
| 44                            | Cabo segundo         | Aníbal Tolaba                    | 25  |
| Fonti: La Voz; Clarín; Telam. |                      |                                  |     |